# Ogonek
Ogonek er et af de diakritiske tegn. Det er en lille hale under den nederste højre side af bogstavet.
Ogonek bruges i:
- polsk: ą, ę (det markerer nasallyd)
- kasjubisk: ą
- litauisk: ą, ę, į, ų
- norrønt: (translitteration)